# Oleszyce
Oleszyce este un oraș în Polonia.